# Am goldenen Rhein
Am goldenen Rhein (с нем. — «На золотом Рейне») — пятый концертный альбом и третий полноформатный DVD немецкой фолк-метал группы In Extremo.

## История создания
Во время первой части тура в поддержку альбома Sängerkrieg было решено записать новый DVD, который показал бы фанатам, как группа изменилась за последние годы, и, кроме того, отметил бы таким образом первое место альбома в чартах. В качестве места записи DVD был выбран Кёльн, клуб Palladium, кроме того, группа решила не менять старых традиций и остановилась на той же фирме, что записывала и предыдущий DVD Raue Spree — Q-Film, а режиссёром стал всё тот же Уве Фладе.
Съёмки проходили 17 декабря 2008 года, во время одного из концертов тура. Известно, что во время исполнения песни «Ai Vis Lo Lop» жонглёрский посох Yellow Pfeiffer’а, метающий искры, не сработал, и потому сцену пришлось перезаписать двумя днями позже на концерте в Берлине. Кроме того, концерт не обошёлся и без нескольких гостевых музыкантов: во время исполнения песни «Auf’s Leben» Михаэль спел дуэтом с Шарли Клаус, вокалисткой из женской группы The Black Sheep, которая сопровождала In Extremo в качестве разогрева на протяжении почти всего тура. Во время исполнения «Ai Vis Lo Lop» в качестве четвёртого волынщика с группой сыграла Конни Фукс, соосновательница In Extremo, покинувшая группу в 1996 году.
DVD вышел в мае 2009 года, через несколько месяцев после того, как был записан. Он имел огромный успех — это единственный из всех релизов In Extremo, который добился платинового статуса (для DVD в Германии это 50 000 проданных экземпляров). Концерт содержит 24 песни, представляющие стандартный сет-лист Sängerkrieg-тура. Альбом вышел на DVD и двойном CD, при этом DVD-издание содержит несколько бонусов, а именно документальный фильм о записи концерта, а также все (на тот момент) 8 клипов группы: «This Corrosion», «Vollmond», «Wind», «Küss mich», «Erdbeermund», «Nur ihr allein», «Horizont» и «Frei zu sein».

## Композиции
| №   | Название               | Длительность |
| --- | ---------------------- | ------------ |
| 1.  | «Des Sängers Einzug»   | 1:43         |
| 2.  | «Sieben Köche»         | 3:02         |
| 3.  | «Frei zu sein»         | 3:49         |
| 4.  | «Liam»                 | 4:01         |
| 5.  | «Hiemali Tempore»      | 4:54         |
| 6.  | «Sängerkrieg»          | 4:03         |
| 7.  | «Nymphenzeit»          | 4:37         |
| 8.  | «Ave Maria»            | 5:19         |
| 9.  | «Spielmannsfluch»      | 4:47         |
| 10. | «Poc Vecem»            | 4:49         |
| 11. | «Vollmond»             | 4:57         |
| 12. | «En esta noche»        | 4:00         |
| 13. | «Ai vis lo lop»        | 6:13         |
| 14. | «Zauberspruch»         | 4:52         |
| 15. | «In diesem Licht»      | 6:35         |
| 16. | «Flaschenpost»         | 4:33         |
| 17. | «Rasend Herz»          | 4:46         |
| 18. | «Mein Sehnen»          | 4:04         |
| 19. | «Omnia Sol Temperat»   | 4:59         |
| 20. | «Auf's Leben»          | 4:53         |
| 21. | «Küss mich»            | 4:55         |
| 22. | «Krummavisur»          | 4:42         |
| 23. | «Wind»                 | 4:49         |
| 24. | «Villeman og Magnhild» | 5:49         |

## Интересные факты
- Название альбома было придумано фронтменом группы, Михаэлем Райном. Оно весьма символично, как и название предыдущего DVD: Am goldenen Rhein — слова из песни Nymphenzeit («Sieht man sie am goldenen Rhein»), также это созвучно с фамилией самого Михаэля (нем. Michael Robert Rhein), наконец, город Кёльн, где и был записан концерт, стоит на реке Рейне (нем. Rhein), так что название DVD можно соотнести с рекой[4]. Аналогичная ситуация была и с предыдущим DVD, Raue Spree — концерт был записан в Берлине, который стоит на реке Шпре. Таким образом, уже два концертных DVD In Extremo символично отсылают к двум рекам Германии (Рейн и Шпрее) и песням из дискографии группы (Nymphenzeit и Raue See).
- Это единственный концертный релиз In Extremo, где количество песен на DVD и CD полностью совпадает.

## Состав записи
- Михаэль Райн — вокал, цистра
- Dr. Pymonte — арфа, волынка, шалмей
- Yellow Pfeiffer — волынка, шалмей, никельхарпа
- Flex der Biegsame — ирландская волынка, шалмей, колёсная лира
- Van Lange — гитара
- Die Lutter — бас-гитара, литавры
- Der Morgenstern — ударные, перкуссия
- Charlotte Clauser — вокал (№ 20)
- Conny Füchs — волынка (№ 13)